# Tephroseris stolonifera
Tephroseris stolonifera là một loài thực vật có hoa trong họ Cúc. Loài này được (Cufod.) Holub miêu tả khoa học đầu tiên năm 1973.